# Sagan om ringen (musikalbum)
Sagan om ringen är ett musikalbum av Isildurs Bane, inspirerat av J.R.R. Tolkiens Sagan om ringen. Det gavs ut i LP-format genom bandets eget skivbolag Isildur Records år 1988.
Musiken på albumet komponerades som en form av musikteater. En blandning av studio- och liveinspelningar gavs ut på kassett redan 1981. Några av dessa finns med på LP-utgåvan, medan andra delar spelades in på nytt 1987. På CD slogs albumet ihop med Sagan om den Irländska älgen från 1984.
Musiken är till stor del instrumentell. I några av sångerna har texter från den svenska översättningen av Sagan om ringen använts.

## Låtlista
1. "Overtyr" - 2:41
2. "Vandring" - 5:00
3. "Gamla Skogen" - 3:39
4. "Tom Bombadill" - 4:24
5. "Vidstige" - 3:02
6. "De svarta ryttarna" - 3:23
7. "Vattnadal" - 1:26
8. "Moria" - 1:55
9. "Sällskapets upplösning" - 4:01
10. "Ringarnas härskare I & II" - 4:26

## Musiker
- Bengt Johansson: Percussion
- Fredrik Janacek: Bas
- Ingvar Johansson: Bas, moog
- Jan Severinsson: Synt, flöjt, mallets
- Kjell Severinsson: Trummor, percussion
- Mats Johansson: Keyboard, sång
- Mats Nilsson: Akustisk och elgitarr, sång